# Finsterbrunnertal
Finsterbrunnertal ist ein Ortsteil von Schopp und liegt in einem kurzen Seitenkerbtal des Hammertals, das durch die obere Moosalbe ins Mittelgebirge des Pfälzerwalds eingeschnitten wurde.

## Geographische Lage
Finsterbrunnertal liegt circa 6 Kilometer nordwestlich des Ortskerns von Trippstadt sowie 2,5 Kilometer nordöstlich des Ortskerns von Schopp. Im Norden führt die Landesstraße 500 am Finsterbrunnertal vorbei, welche einen Kilometer im Westen auf die Bundesstraße 270 trifft, an welcher zusätzlich die Biebermühle liegt. Der nächste Bahnhof befindet sich in Schopp, die nächste Bushaltestelle am alten Blechwalzwerk, welches zu Stelzenberg gehört.

## Infrastruktur
Ungefähr 400 m taleinwärts befindet sich das Naturfreundehaus, das von der Wandervereinigung „Naturfreunde“ 1925 erbaut wurde.

## Tourismus
Einige Wanderwege führen ferner in das Finsterbrunnertal, wozu der Fernwanderweg Franken-Hessen-Kurpfalz, der Gewässerwanderweg an der Moosalbe und der Eisenhüttenweg im Karlstal zählen. Der Prädikatswanderweg Pfälzer Waldpfad passiert das Tal, das zugleich den Endpunkt der ersten Etappe darstellt.

## Persönlichkeiten
- Herma Kennel (* 1944), Schriftstellerin und Malerin
- Uta Schellhaaß (* 1944), Politikerin (FDP)